# Lomographa variegata
Lomographa variegata är en fjärilsart som beskrevs av Barend J. Lempke 1951. Lomographa variegata ingår i släktet Lomographa och familjen mätare. Inga underarter finns listade i Catalogue of Life.